# Bryan Smith (Leichtathlet)
Bryan Smith (* 26. Oktober 1943 in Korumburra, Victoria; † 2. Februar 2001 bei Ceduna, South Australia) war ein australischer Ultramarathonläufer. Der bei seinem Tod 57-jährige Australier war der erfolgreichste Ultraläufer seines Landes.

## Leben
Bryan Smith, geboren in Korumburra, war das vierte von fünf Kindern von Alfred und Linda Smith. Nach Besuch der örtlichen Primary- und High School lebte er ab seinem siebzehnten Lebensjahr in (South)-Melbourne und arbeitete fast dreißig Jahre lang als Anlagenmonteur (Telekommunikation) bei Telstra. In den 1980er Jahren begann Smith in seiner Freizeit mit dem Laufsport und lief seine ersten Marathonläufe. Anschließend folgten ein erstes 50-Meilen-Rennen und der erste 12-Stunden-Lauf. In seinem ersten 24-Stunden-Lauf (Coburg Championship) erreichte er eine Distanz von 200 km.
Nach mehreren 48-Stunden-Läufen, in denen er eine Bestweite von 368 km erreichte, nahm Smith 1988 erstmals am Ultramarathon zwischen Sydney und Melbourne teil, dem Westfield Race mit 875 Kilometern bzw. 544 Meilen, und wurde auf Anhieb Vierter. Es folgten ein weiterer vierter Platz im Folgejahr, bevor er 1990 Zweiter wurde und 1991 das Rennen bei seiner letzten Austragung gewinnen konnte. Cliff Young, Gewinner der ersten Austragung, war eines der Vorbilder Smiths und enger Freund.
Bryan Smith knackte als nur einer von sechs Menschen weltweit in einem 6-Tage-Rennen die 1000-km-Marke. Er wurde Dritter beim Spartathlon in Griechenland über 246 km und Zweiter bei den 1st International 24 Hour Championships in Milton Keynes (GBR) 1990. Während seiner Rennen wurde Bryan Smith von seiner Ehefrau Janet Smith (geborene Mackay) begleitet, die er 1964 kennenlernte und 1966 in Williamstown heiratete. Mit ihr hatte er drei Söhne, zuletzt lebten beide zusammen in Melton.
Beim Race of Fire (BigRedSky Trans Australia Foot Race), einem 65-tägigen Ultralauf über 4355 km von Perth nach Canberra, starb Bryan Smith am 2. Februar 2001 morgens um 5:20 Uhr bei Kilometer 1930,2 kurz nach dem Start der 28. Etappe (bei km 3,2) von Penong nach Ceduna. Bryan Smith wollte gerade sein erstes Getränk von seiner Frau Janet annehmen, als er zusammenbrach. Sowohl unmittelbar hinter ihm laufende Teilnehmer als auch ein Organisator des Rennens konnten ihn nicht wiederbeleben, ein herbeigeholter Arzt konnte nur noch den Tod feststellen. Auf Wunsch der Witwe wurde das Rennen nach einem Tag Pause in Erinnerung an ihren Mann fortgeführt.

## Persönliche Bestzeiten
- 50-km-Bahnlauf: 4:05:11 h, 20. Juli 1996, Burwood (Victoria) (Zwischenzeit)
- 100-km-Bahnlauf: 6:31:26 h, 10./11. März 1990, Coburg (Victoria) (Zwischenzeit)
- 12-Stunden-Lauf: 138,879 km, 3./4. April 1990, Milton Keynes (England) (Zwischenzeit)
- 24-Stunden-Lauf: 251,310 km, 3./4. April 1990, Milton Keynes (England)
- 48-Stunden-Lauf: 386,400 km, 13.–19. November 1989, Colac (Victoria) (Zwischenzeit)
- 6-Tage-Lauf: 1002,000 km, 13.–19. November 1989, Colac (Victoria)